# Encyklopedie českých právních dějin

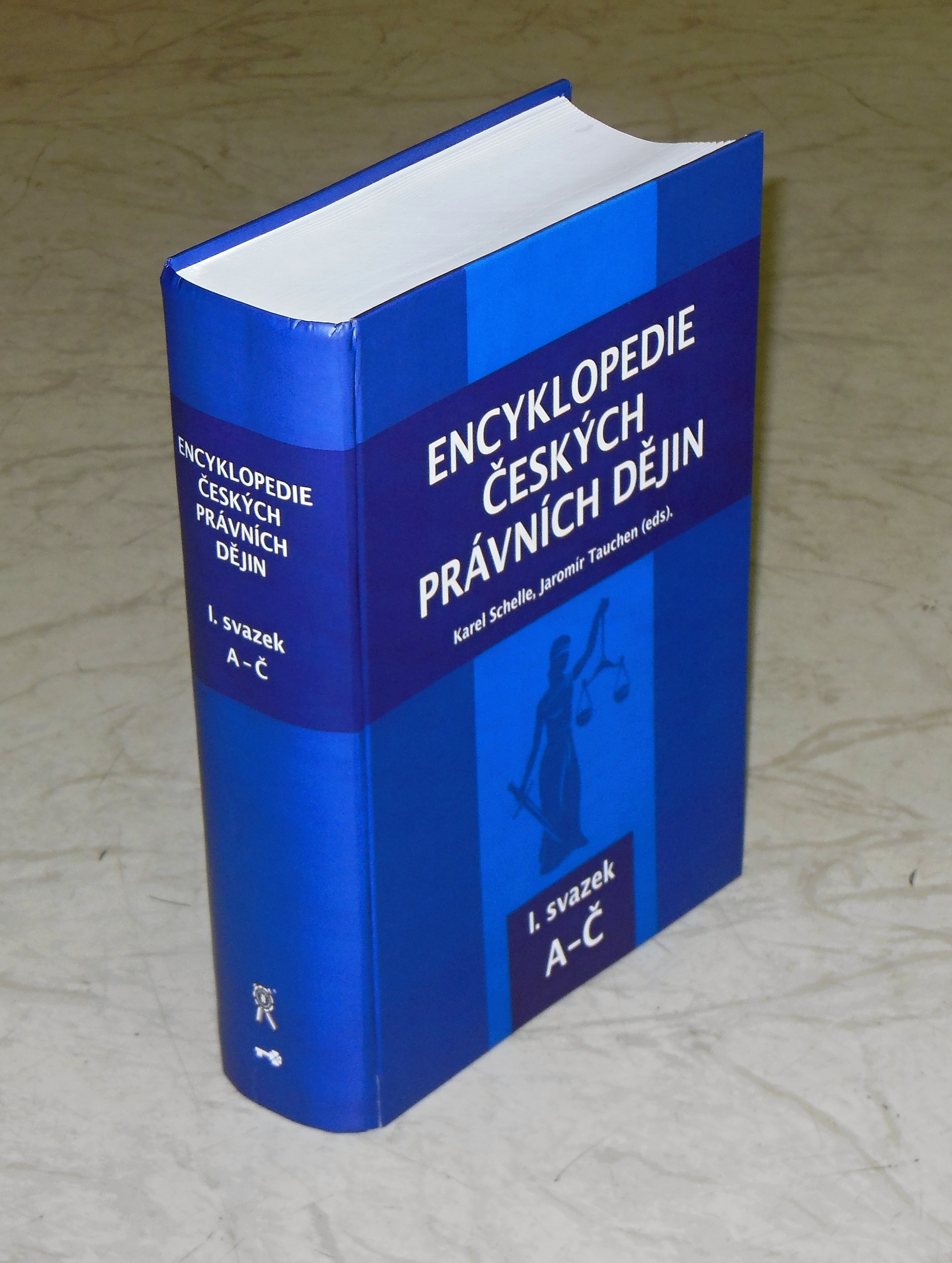
První svazek Encyklopedie českých právních dějin. (A–Č).

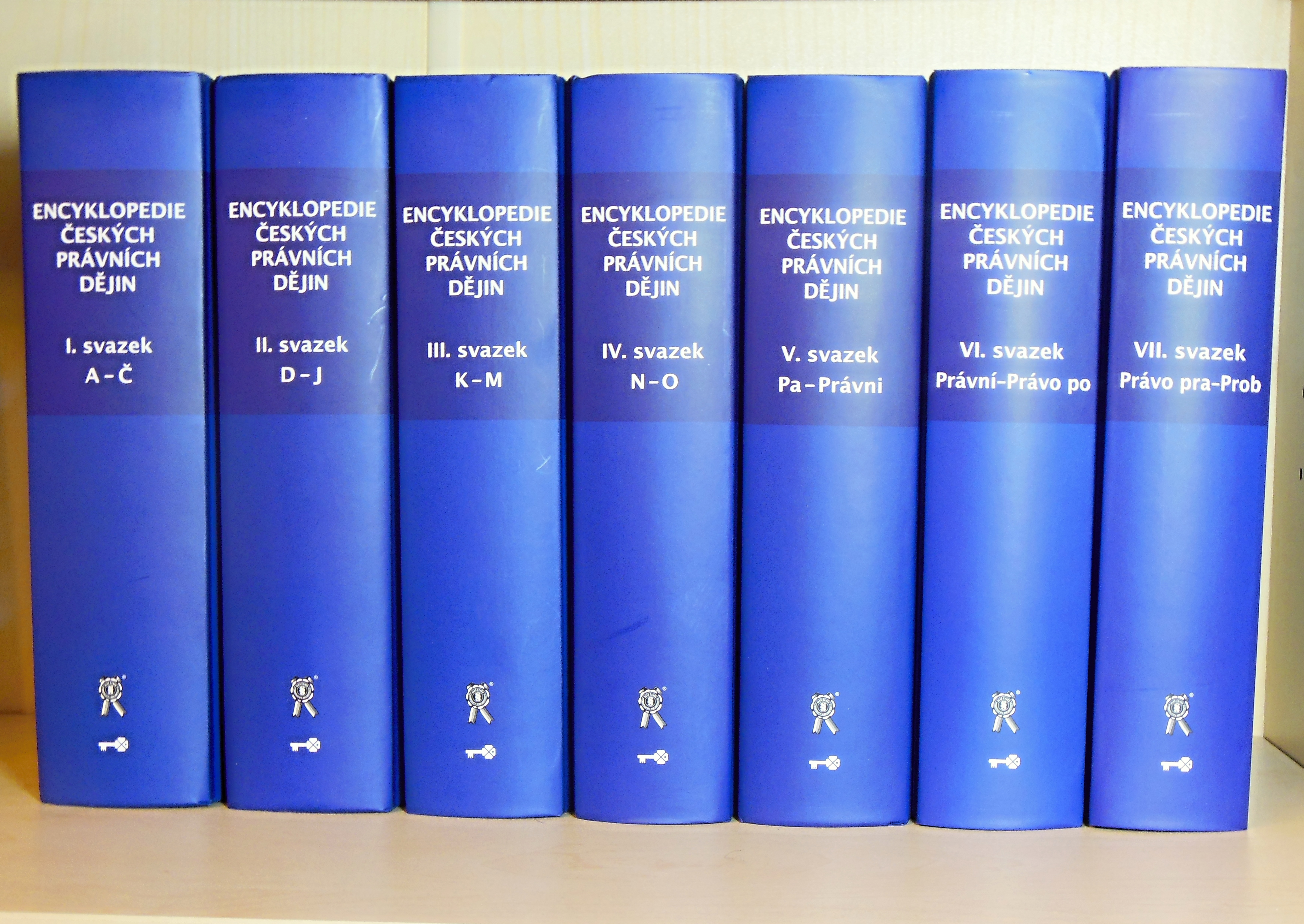
Prvních sedm svazků Encyklopedie českých právních dějin

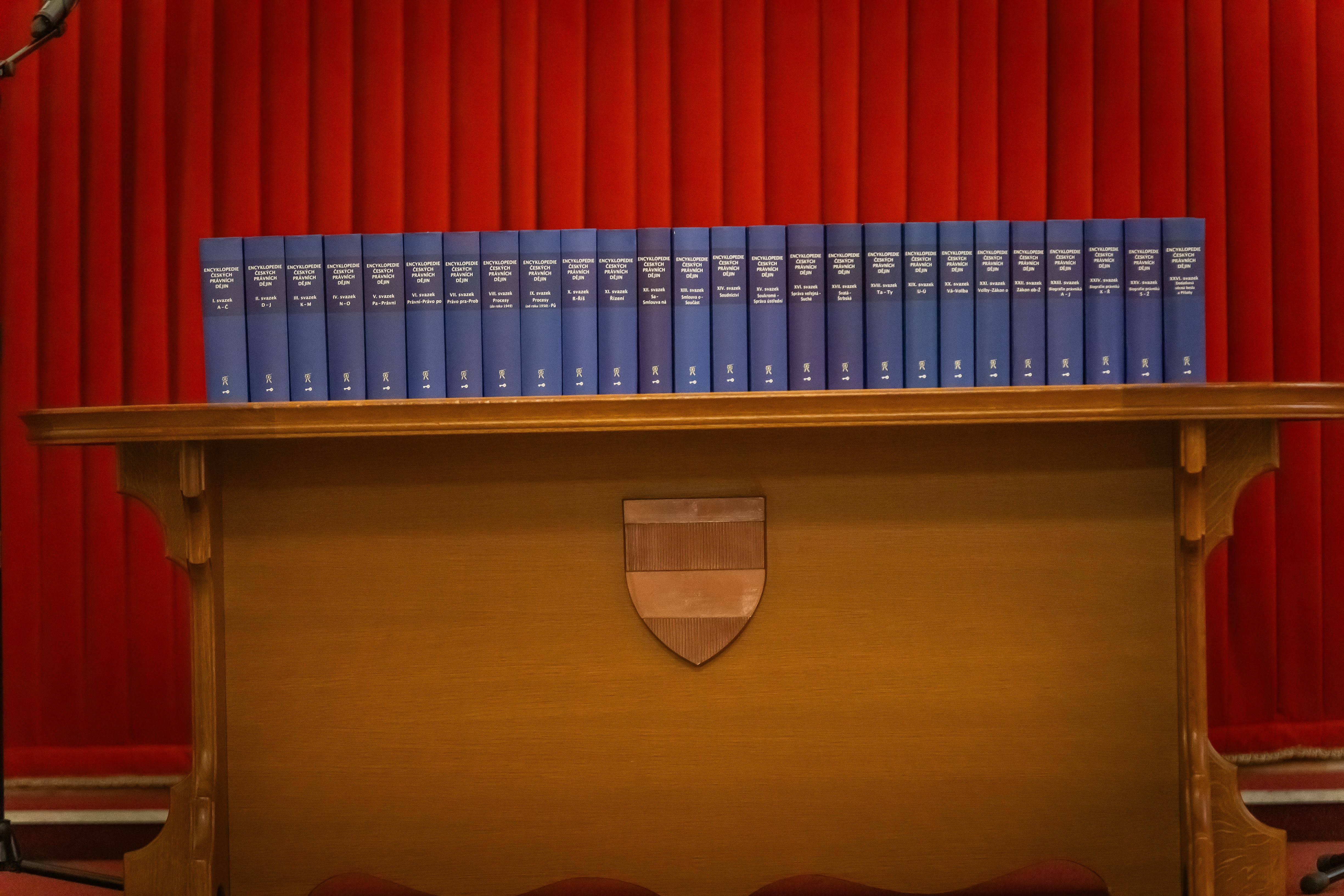
Všech 26. svazků Encyklopedie českých právních dějin (2024).

Encyklopedie českých právních dějin byl vědecký právněhistorický projekt zorganizovaný a vedený skupinou právních historiků – členů Evropské společnosti pro právní dějiny. Výsledek mnohaletých prací započatých již v roce 2013 představuje mnohosvazková encyklopedie (celkem 26 svazků), která sumarizuje všechny důležité poznatky o vývoji státu a práva na území českých zemí.
Encyklopedie vycházela jak v tištěné, tak i v elektronické podobě ve Vydavatelství a nakladatelství Aleš Čeněk; první svazek byl publikován v listopadu 2015, poslední šestadvacátý svazek byl vydán v srpnu 2024.

## Struktura díla
Encyklopedie je rozdělena do dvou hlavních částí: souboru 2900 věcných hesel a souboru 2100 životopisů předních českých a československých právníků. Každé heslo obsahuje podrobnou bibliografii a odkazy na související hesla. Každý svazek obsahuje přibližně 100 - 150 hesel, přičemž jejich délka je odvislá od jejich významu a pohybuje se od dvou do padesáti stran. Každý z dosud vyšlých svazků čítá kolem 900 stran. Osmý a devátý svazek jsou tematicky zaměřeny a věnovány 232 nejvýznamnějším převážně politickým soudním procesům od období feudalismu až do současnosti. Devátý svazek je věnován řízení, čtrnáctý svazek soudnictví, šestnáctý svazek správě a devatenáctý svazek ústavám a ústavním návrhům.
Původně bylo naplánováno vydání minimálně deseti svazků, avšak tento počet nebyl konečný, jak se brzy ukázalo. Podle vyjádření editorů z roku 2017 měla mít Encyklopedie 20 svazků, nakonec má encyklopedie 22 svazků, ve kterých jsou publikována věcná hesla. Na ně následují další tři svazky vydané v letech 2022-2024 s biografickými medailony významných právníků, kteří působili v českých zemích a na Slovensku. Celkem encyklopedie obsahuje přes 2100 biografických medailonů.
V posledním dvaadvacátém svazku (vydaném 2022) se nachází abecední a tematický rejstřík věcných hesel, které byly publikovány ve všech vydaných svazcích. Závěrečný šestadvacátý svazek obsahuje dodatková věcná hesla a přílohy. Na 26 svazků Encyklopedie volně navazuje ještě jeden nečíslovaný svazek s abecedními i věcnými rejstříky jednotlivých věcných hesel a biografických medailonů osobností.

## Autoři

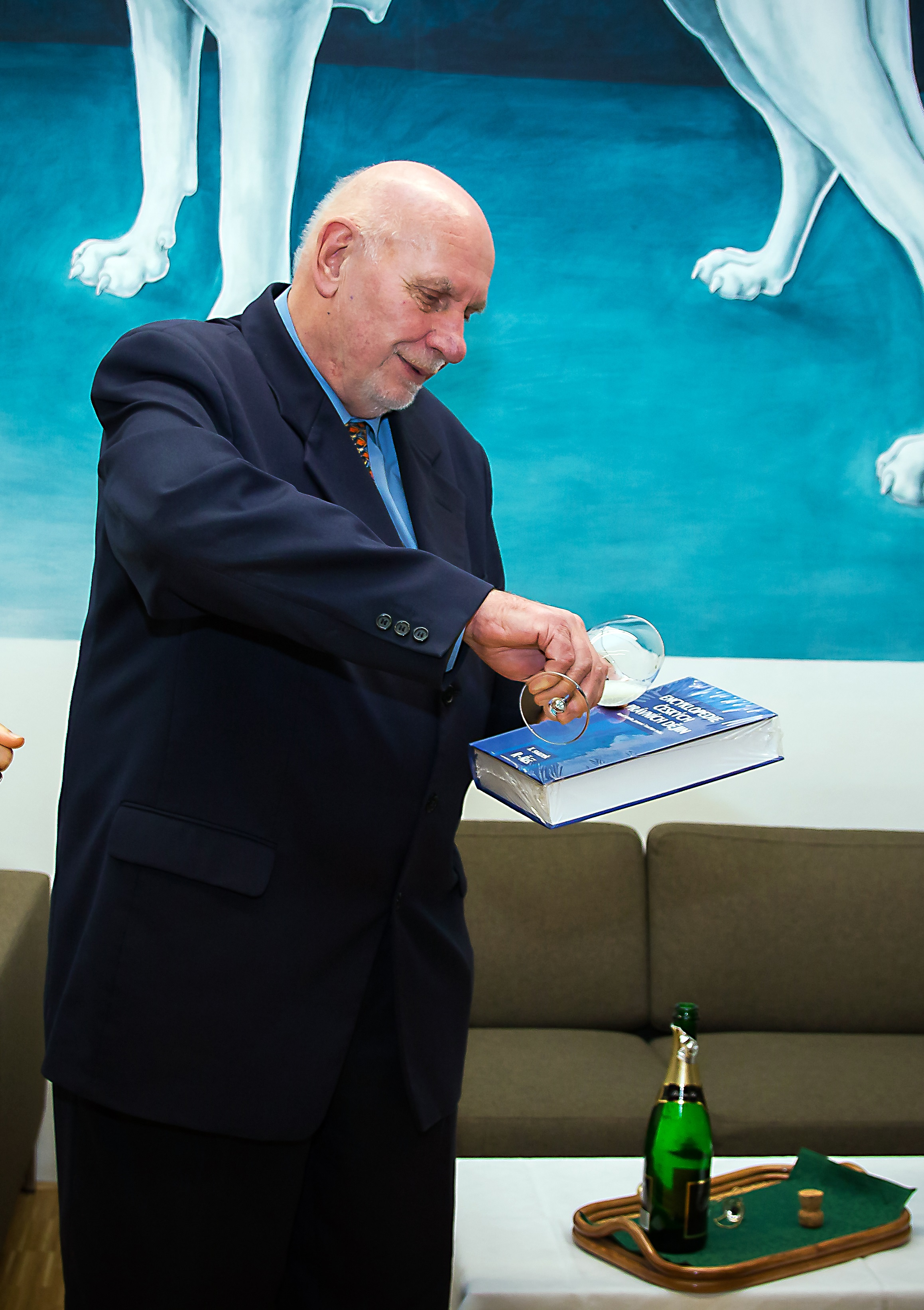
Předseda Ústavního soudu Pavel Rychetský při křtu Encyklopedie českých právních dějin v knihovně Právnické fakulty MU (2017)

Na projektu se účastnili představitelé všech právněhistorických pracovišť z České a Slovenské republiky, jakož i další právní historikové z Rakouska, Maďarska, Polska a Německa. Kromě právních historiků náleželi mezi autory i zaměstnanci historických pracovišť, vědeckých ústavů, archivů, muzeí, ale i odborníci z praxe. Na přípravě encyklopedie se podílelo téměř 1000 autorů, početně nejvíce zastoupeni byli akademici z Právnické fakulty Masarykovy univerzity.
Vydávání encyklopedie řídila vědecká rada, ve které byli zastoupeni významní představitelé současné české a slovenské právněhistorické vědy. Hlavními redaktory byli docenti Karel Schelle a Jaromír Tauchen z Katedry dějin státu a práva Právnické fakulty Masarykovy univerzity. Na redakci svazků s biografickými medailony právníků se podíleli ještě David Kolumber a Ondřej Horák.

## Ocenění

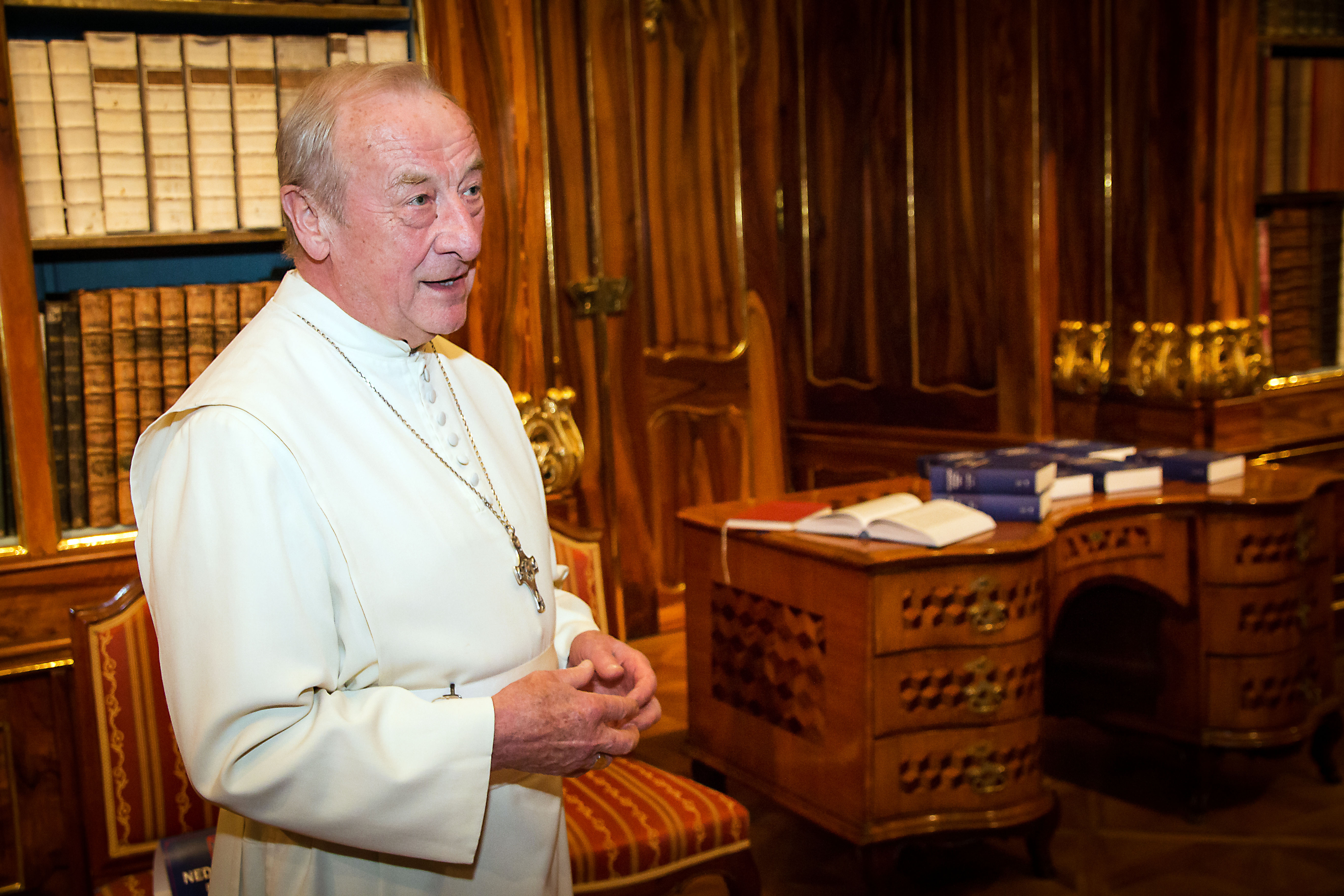
J. M. Michael J. Pojezdný při slavnostním požehnání Encyklopedie (knihovna strahovského kláštera, listopad 2017)

První svazek Encyklopedie (A-Č) obdržel v květnu 2017 čestné uznání Jednoty tlumočníků a překladatelů v soutěži Slovník roku 2016. V listopadu 2017 udělil Encyklopedii slavnostní požehnání opat Královské kanonie premonstrátů na Strahově J. M. Michael J. Pojezdný. V listopadu 2017 pokřtil předseda Ústavního soudu Pavel Rychetský prvních 10 svazků Encyklopedie a v dubnu 2019 pokřtil předseda Nejvyššího soudu Pavel Šámal XIV. svazek Encyklopedie věnovaný soudnictví. V říjnu 2024 proběhla pod záštitou primátorky města Brna Markéty Vaňkové závěrečné představení všech 26 svazků Encyklopedie, na němž promluvil i děkan brněnské právnické fakulty Martin Škop.

## Rejstříky
- Abecední rejstřík věcných hesel
- Tematický rejstřík věcných hesel
- Abecední rejstřík biografických medailonů (A-Z)
- Profesní rejstřík právníků (A-Z)

## Přehled jednotlivých svazků
- SCHELLE, K. – TAUCHEN, J. (eds.), Encyklopedie českých právních dějin, I. svazek A – Č. Plzeň: Aleš Čeněk, 2015, 972 s. (ISBN 978-80-7380-562-3)
- SCHELLE, K. – TAUCHEN, J. (eds.), Encyklopedie českých právních dějin, II. svazek D – J. Plzeň: Aleš Čeněk, 2016, 916 s. (ISBN 978-80-7380-587-6)
- SCHELLE, K. – TAUCHEN, J. (eds.), Encyklopedie českých právních dějin, III. svazek K – M. Plzeň: Aleš Čeněk, 2016, 877 s. (ISBN 978-80-7380-602-6)
- SCHELLE, K. – TAUCHEN, J. (eds.), Encyklopedie českých právních dějin, IV. svazek N – O. Plzeň: Aleš Čeněk, 2016, 840 s. (ISBN 978-80-7380-624-8)
- SCHELLE, K. – TAUCHEN, J. (eds.), Encyklopedie českých právních dějin, V. svazek Pa – Právni. Plzeň: Aleš Čeněk, 2016, 934 s. (ISBN 978-80-7380-638-5)
- SCHELLE, K. – TAUCHEN, J. (eds.), Encyklopedie českých právních dějin, VI. svazek Právní – Právo po. Plzeň: Aleš Čeněk, 2016, 883 s. (ISBN 978-80-7380-641-5)
- SCHELLE, K. – TAUCHEN, J. (eds.), Encyklopedie českých právních dějin, VII. svazek Právo pra – Prob. Plzeň: Aleš Čeněk, 2017, 829 s. (ISBN 978-80-7380-648-4)
- SCHELLE, K. – TAUCHEN, J. (eds.), Encyklopedie českých právních dějin, VIII. svazek Procesy (do roku 1949). Plzeň: Aleš Čeněk, 2017, 877 s. (ISBN 978-80-7380-656-9)
- SCHELLE, K. – TAUCHEN, J. (eds.), Encyklopedie českých právních dějin, IX. svazek Procesy (od roku 1950) – Pů. Plzeň: Aleš Čeněk, 2017, 929 s. (ISBN 978-80-7380-657-6)
- SCHELLE, K. – TAUCHEN, J. (eds.), Encyklopedie českých právních dějin, X. svazek R – Říš. Plzeň: Aleš Čeněk, 2017, 813 s. (ISBN 978-80-7380-671-2)
- SCHELLE, K. – TAUCHEN, J. (eds.), Encyklopedie českých právních dějin, XI. svazek Řízení. Plzeň: Aleš Čeněk, 2018, 909 s. (ISBN 978-80-7380-715-3)
- SCHELLE, K. – TAUCHEN, J. (eds.), Encyklopedie českých právních dějin, XII. svazek Sa – Smlouva ná. Plzeň: Aleš Čeněk, 2018, 825 s. (ISBN 978-80-7380-722-1)
- SCHELLE, K. – TAUCHEN, J. (eds.), Encyklopedie českých právních dějin, XIII. svazek Smlouva o – Součást. Plzeň: Aleš Čeněk, 2018, 887 s. (ISBN 978-80-7380-744-3)
- SCHELLE, K. – TAUCHEN, J. (eds.), Encyklopedie českých právních dějin, XIV. svazek Soudnictví. Plzeň: Aleš Čeněk, 2019, 855 s. (ISBN 978-80-7380-748-1)
- SCHELLE, K. – TAUCHEN, J. (eds.), Encyklopedie českých právních dějin, XV. svazek Soukromé – Správa ústřední. Plzeň: Aleš Čeněk, 2019, 926 s. (ISBN 978-80-7380-752-8)
- SCHELLE, K. – TAUCHEN, J. (eds.), Encyklopedie českých právních dějin, XVI. svazek Správa veřejná – Suché. Plzeň: Aleš Čeněk, 2019, 899 s. (ISBN 978-80-7380-761-0)
- SCHELLE, K. – TAUCHEN, J. (eds.), Encyklopedie českých právních dějin, XVII. svazek Svatá – Štrbské. Plzeň: Aleš Čeněk, 2019, 884 s. (ISBN 978-80-7380-769-6)
- SCHELLE, K. – TAUCHEN, J. (eds.), Encyklopedie českých právních dějin, XVIII. svazek Ta – Ty. Plzeň: Aleš Čeněk, 2019, 890 s. (ISBN 978-80-7380-779-5)
- SCHELLE, K. – TAUCHEN, J. (eds.), Encyklopedie českých právních dějin, XIX. svazek U – Ú. Plzeň: Aleš Čeněk, 2020, 806 s. (ISBN 978-80-7380-795-5)
- SCHELLE, K. – TAUCHEN, J. (eds.), Encyklopedie českých právních dějin, XX. svazek Vá – Volba. Plzeň: Aleš Čeněk, 2020, 799 s. (ISBN 978-80-7380-802-0)
- SCHELLE, K. – TAUCHEN, J. (eds.), Encyklopedie českých právních dějin, XXI. svazek Volby – Zákon o. Plzeň: Aleš Čeněk, 2020, 833 s. (ISBN 978-80-7380-812-9)
- SCHELLE, K. – TAUCHEN, J. (eds.), Encyklopedie českých právních dějin, XXII. svazek Zákon ob-Ž. Plzeň: Aleš Čeněk, 2021, 814 s. (ISBN 978-80-7380-813-6)
- SCHELLE, K. – TAUCHEN, J. – HORÁK, O. – KOLUMBER, D. (eds.), Encyklopedie českých právních dějin, XXIII. svazek, Biografie právníků A-J. Plzeň: Aleš Čeněk, 2022, 855 s. (ISBN 978-80-7380-913-3)
- SCHELLE, K. – TAUCHEN, J. – HORÁK, O. – KOLUMBER, D. (eds.), Encyklopedie českých právních dějin, XXIV. svazek, Biografie právníků K-Ř. Plzeň: Aleš Čeněk, 2023, 882 s. (ISBN 978-80-7380-926-3)
- SCHELLE, K. – TAUCHEN, J. – HORÁK, O. – KOLUMBER, D. (eds.), Encyklopedie českých právních dějin, XXV. svazek, Biografie právníků S-Ž. Plzeň: Aleš Čeněk, 2024, 858 s. (ISBN 978-80-7380-940-9)
- SCHELLE, K. – TAUCHEN, J. (eds.), Encyklopedie českých právních dějin, XXVI. svazek, Dodatková věcná hesla a přílohy. Plzeň: Aleš Čeněk, 2024, 1021 s. (ISBN 978-80-7380-813-6)
- SCHELLE, K. – TAUCHEN, J. (eds.), Encyklopedie českých právních dějin. Rejstříky. Plzeň: Aleš Čeněk, 2024, 217 s. (ISBN 978-80-7380-965-2)